# Super Cars II
A Super Cars II egy számos platformra kiadott felülnézetes autóverseny videójáték-sorozat második darabja. A Gremlin Graphics adta ki 1991-ben a Super Cars folytatásaként. Az első részhez képest a legnagyobb újítás az osztott képernyős kétjátékos üzemmód lehetősége. A játékot később, már 1996-ban a Hit Squad adta ki MS-DOS alá Supercars International néven.

## Játékmenet
Három nehézségi szinten lehet versenyezni: Easy, Medium és Hard. A 21 pálya nehéz kihívást jelent, jellegüket tekintve pedig szintén háromfélék lehetnek: Snow (havas), Grass (füves), Rocks and heather (köves puszta), melyekben minden fajtánál kicsit másképpen viselkedik az autó. Élesebb kanyarok, hidak, nyílódó-záródó ajtók, vonatok jelentenek extra nehezítést. A pályák Deluxe Paint III-mal lettek megrajzolva, 64 szín felhasználásával. Az autó sprite-oknak 280 különböző fázisú animációja van.
Pénzdíjasak a futamok, melyek elnyerésével van lehetőségünk autónkat karbantartani és fejleszteni a Trade képernyőn. A fejlesztések nem merülnek ki kizárólag a motor, a fékek, vagy a karosszéria hagyományos elemeiben, hanem pl. pajzsokat, első/hátsó rakétákat, aknákat, turbókat is vehetünk. A fegyverekkel értelemszerűen kiüthetjük az ellenfeleinket, akiknek hasonlóak a lehetőségeik a mi hátráltatásunkban. A továbbjutáshoz mindig az első öt helyezett között kell lennie a játékosnak.
Egy játékos esetén a teljes képernyőn zajlik a játék, míg kétjátékos üzemmódban osztott képernyőn. Két játékos esetén lehetőség van arra, hogy a továbbjutás feltételeként előírjuk, hogy vagy mindketten továbbjutnak, ha legalább egyikük az első ötbe kerül, vagy csak az a játékos jut tovább, aki az első ötbe bekerült (és innentől egyjátékos üzemmód megy tovább).

## Utóélet
A játék eredetileg floppyról tölthető be, azonban létezik belőle rajongók által készített merevlemezre telepíthető (WHDLoad) változat is, mely némileg több memóriát igényel, mint az eredeti verzió.
2021-ben készült egy rajongói kiadás, mely jelentős fejlesztéseket tartalmaz. A fejlesztés alapja az 1996-os DOS változat (melynek a forráskódja rendelkezésre állt a munka során), melyből "vissza-konverzióval" elkészült egy AGA chipsetes Amiga verzió. A DOS-os porthoz hasonlóan ez is 256-színű megjelenítést alkalmaz, így kihasználja az AGA chipset lehetőségeit. 2023 márciusában egy sebességnövelést, hibajavításokat, új zenét, új autószíneket tartalmazó változat jelent meg.
| Összegzőoldal | Értékelés |
| ------------- | --------- |
| Moby Score    | 7.8       |

| Szerző       | Értékelés |
| ------------ | --------- |
| Amiga Action | 93%       |
| Amiga Format | 82%       |
| Amiga Power  | 82%       |
| Amiga Joker  | 87%       |
| CU Amiga     | 90%       |

## Fordítás
- Ez a szócikk részben vagy egészben  a   Super Cars II című angol Wikipédia-szócikk fordításán alapul.  Az eredeti cikk szerkesztőit annak laptörténete sorolja fel. Ez a jelzés csupán a megfogalmazás eredetét és a szerzői jogokat jelzi, nem szolgál a cikkben szereplő információk forrásmegjelöléseként.